# Lethenteron
Lethenteron – rodzaj minogów z rodziny minogowatych (Petromyzontidae), obejmujący gatunki występujące na półkuli północnej. Jeden gatunek (L. camtschaticum) prowadzi pasożytniczy tryb życia, pozostałe nie pasożytują.

## Klasyfikacja
Gatunki zaliczane do tego rodzaju:
- Lethenteron alaskense
- Lethenteron appendix
- Lethenteron camtschaticum – minóg japoński[4], minóg wschodni[5]
- Lethenteron kessleri – minóg syberyjski[6]
- Lethenteron matsubarai
- Lethenteron ninae
- Lethenteron reissneri – minóg dalekowschodni[4]
- Lethenteron zanandreai – minóg północnowłoski[6], minóg lombardzki[7]

Gatunkiem typowym rodzaju jest Lampetra wilderi (Lethenteron appendix).